# Histoire littéraire
 (janvier 2012).
 (juin 2023).
Les informations dans cet article sont mal organisées, redondantes, ou il existe des sections bien trop longues. Structurez-le ou soumettez des propositions en page de discussion.
Avec le temps, il arrive que le contenu présent dans un article devienne désordonné. Il est souvent nécessaire de réorganiser l'article de fond en comble.
- Il faut tout d’abord répartir le contenu de l'article en plusieurs sections. Les informations doivent ensuite être exposées clairement et le plus synthétiquement possible, regroupées par sujet afin d'éviter les doublons. Quelqu'un cherchant une information précise doit pouvoir la trouver rapidement en lisant la section appropriée.
- À l'intérieur de chaque section, le texte, souvent initialement sous la forme de phrases éparses, doit être regroupé dans des paragraphes de quelques lignes, en assurant un enchaînement logique et une cohérence entre les phrases.
- Lorsque l'article ou l'une de ses sections développe trop longuement un point qui n'est pas dans le cœur du sujet traité, il convient de faire une synthèse et de transférer l'ancien contenu dans des articles plus appropriés (en cas de transfert, il faut impérativement respecter la procédure Aide:Scission).

Si vous pensez que ces points ont été résolus, vous pouvez retirer ce bandeau et améliorer le plan d'un autre article.
L'histoire littéraire est la discipline qui étudie l'évolution de la littérature à la lumière des courants littéraires et des relations entre littérature et histoire.

## Définition
En premier lieu, il faut faire la distinction entre l’« histoire de la littérature » et l’« histoire littéraire ». 
D’une part, l’histoire de la littérature évoque les évolutions de la littérature au travers d’écrivains qui ont marqué leurs siècles par leurs œuvres ou les formes qu’elles empruntaient. Elle aide ainsi l’histoire littéraire via les biographies, bibliographies et l’établissement des textes. 
D’autre part, l’histoire littéraire a une orientation pluridisciplinaire, c’est-à-dire qu’elle s’intéresse à tous les champs de la création, à tout ce qui a amené à la conception du texte depuis ses balbutiements jusqu’à son achèvement, à ce qui justifie ce dernier et les choix de l’auteur. Par ailleurs, Daniel Mornet, critique littéraire français, indique dans Revue internationale de l’enseignement qu’elle permet de « comprendre » et de « goûter » le beau. 
L’histoire littéraire permet donc de montrer comment la littérature s’est constituée et comment sa particularité, la littérarité, se manifeste. Pour cela, elle met en relation l’historicité, l’histoire générale dont l’importance est grande dans les romans historiques et sociaux, les mémoires ou encore les chroniques, l’auteur, l’histoire des mouvements esthétiques avec leurs qualités et leurs exigences, l’histoire culturelle et l’histoire de la réception avec la succession d’actualisations de l’œuvre. 
En conséquence de la mixité des mentalités des époques, apparaîtra une sociologie historique des faits littéraires. 
En effet, la lecture est difficile quand l’œuvre n’est pas écrite par un de nos contemporains et nous pouvons passer à côté d’allusions car nous ne comprenons pas le sens des mots. 
Le rôle des historiens littéraires est alors de contribuer à lecture en déchiffrant les termes, les expressions ainsi que les images qui échappent aux lecteurs. 
De surcroît, les remarques sur le contexte historique de l’époque dépeinte ou encore les références à d’autres textes (intertextualité) sont également expliquées car tout ceci participe à l’intelligence du texte. 
En somme, l’histoire littéraire, comme l’a définie Alain Vaillant dans son œuvre intitulée L’histoire littéraire, est une « histoire de la communication littéraire ». 
Il lui assigne donc la mission d’intégrer les modes de circulation des textes dans l’espace public aux formes que les réalisations prennent, qu’elles soient orales (discours, colloques…) ou écrites (manuscrits, livres imprimés, dactylographiés ou productions mises en ligne sur Internet). 
Toutefois, il est important de rappeler que l’histoire littéraire n’est en rien scientifique. Elle est basée sur des traditions scolaires et universitaires qui sont critiquées et certains de ses théoriciens comme Alain Vaillant nous invitent à discuter de la manière d’étudier et d’appréhender cette dernière en gardant toujours l’esprit critique. 
Claude Pichois, universitaire français, a d’ailleurs dit dans un colloque : « « Histoire littéraire », cette expression apparaît comme un petit monstre lexical ».

## Historique
En France, les spécialistes font remonter l'émergence de la réflexion moderne sur la littérature à la Révolution française. L'histoire littéraire en tant que discipline a germé au début du XIXe siècle, en s'appliquant d'abord aux lettres latines avant de se porter sur les lettres françaises. Gustave Lanson est l'un des acteurs du mouvement visant à faire des études littéraires une discipline scientifique disposant de principes méthodologiques bien définis ; l'histoire littéraire est au premier rang dans ce mouvement. Cependant, le courant anglais du new criticism (à son apogée au milieu du XXe siècle) d'abord, puis celui, français, de la Nouvelle critique (à partir des années 1960), ont contesté les méthodes proposées par l'histoire littéraire et la critique textuelle historique.

## Enseignement
Alain Vaillant notamment critique la tendance à considérer l'histoire littéraire comme une discipline auxiliaire, un simple « préalable à l'étude des textes », marqué par un fort « esprit de bachotage » nuisible aux études littéraires dans la mesure où elle est dénaturée dans son usage, ou bien laissée de côté.

## Une discipline controversée
Les polémiques sur la manière d’enseigner l’histoire littéraire ont été nombreuses depuis son introduction officielle en 1880. Supprimée pendant quelques années au début du XXe siècle, rétablie en 1925, la discipline a été contestée par un grand nombre de professeurs qui lui reprochent son historicisme superficiel, son mélange paradoxal de scientisme et de dogmatisme et enfin son inadaptation aux buts de l’enseignement, secondaire notamment, par manque d’éveil d’esprit critique. Ainsi, dès 1902 Lanson définissait la discipline comme un fléau pour l’enseignement secondaire car elle est une école de psittacisme. A contrario, l’historien de la littérature a toujours insisté sur l’importance du public dans l’élaboration d’une œuvre par sa lecture et non pas par la lecture abondante de corpus de textes, survolant la totalité des œuvres littéraires au programme. Plus d’un demi siècle plus tard, en 1960, les corpus de textes spécialement groupés pour l’étude de l’histoire littéraire posent toujours problème. En effet, dans l’Encyclopédie pratique de l’Éducation en France la discipline est critiquée sur la superficialité de l’enseignement des œuvres et sur le fait d’imposer la tyrannie des schémas d’explication de textes au lieu de se nourrir de leur substance.
L’histoire littéraire est aujourd’hui fortement ancrée comme discipline essentielle de l’enseignement, elle est contenue dans une forme non dogmatique puisque le cours magistral est (en principe) exclu, cependant il existe encore une majorité de corpus de textes dans les cours ce qui empêche les élèves de comprendre et lire entièrement les œuvres.[non neutre]

## La place des femmes dans l'histoire littéraire
Le premier auteur nommé de l'histoire est une auteure akkadienne du nom d'Enheduana. Les femmes sont cependant rares voire absentes de l'histoire littéraire où elles sont cantonnées à certains genres, l'épistolaire, la littérature pour enfants, le journal intime ou le roman sentimental. Le projet éditorial guidé par l'état de l'enseignement et par l'idée préconçue de l'attente des prescripteurs et du public, ainsi par les partis-pris des auteurs semblent exclure plus massivement les femmes des manuels d'histoire littéraire que les auteurs mineurs masculins, à l'exception de quelques autrices comme Mme de Staël ou George Sand. Même à l'époque contemporaine, la part des autrices n'est pas de plus en plus importante dans l'histoire littéraire. Cette rareté est due à des hiérarchies esthétiques et idéologiques. Une plus grande inclusion des œuvres de femmes dans l'histoire littéraire permettrait au lectorat de vérifier par lui-même l'originalité et l'intérêt de ces œuvres par-delà les préjugés. En outre, l'intégration d'une plus grande quantité de femmes dans l'histoire littéraire remettrait en question les hiérarchies et les catégories prédéfinies. La question peut donc se poser de savoir s'il vaudrait mieux écrire une histoire littéraire des femmes ou intégrer les femmes dans une histoire littéraire commune. Pour intégrer les œuvres des femmes dans l'histoire littéraire, il faudrait d'abord effectuer un travail d'inventaire (or elles ont progressivement disparu de la transmission écrite) et se libérer des préjugés selon lesquels leurs œuvres manquent d'intérêt, sans se départir d'un contexte historique et culturel mixte. L'histoire littéraire préétablie se structure autour de noms, d’événements, de groupes, de genres, de principes, de classements qui rendent difficile l'intégration des œuvres des femmes. La question se pose alors de savoir s'il ne faudrait pas envisager à une chronologie de l’histoire littéraire totalement nouvelle. Car appartenir à un groupe ou à un mouvement est préférable pour faire partie de l'histoire littéraire. Or les femmes écrivains semblent s'être souvent tenues à l'écart des querelles d'écoles. À défaut, une invention formelle peut vous extraire de l'oubli, c'est le cas, par exemple de Marceline Desbordes-Valmore et son usage de l'hétérométrie, du vers impair et de l'hendécasyllabe salué par Paul Verlaine après elle. Mais toutes les femmes autrices ne sont pas ainsi reconnues pour leur originalité, citons, par exemple, l'usage nouveau que fait George Sand du récit et de la prose critique dans Histoire de Fanchette et Lettres à Marcie, qui annonce les pratiques d'écriture du XXe siècle. Au contraire, les préjugés selon lesquels les femmes écrivains sont des imitatrices prédominent.

## Censure littéraire

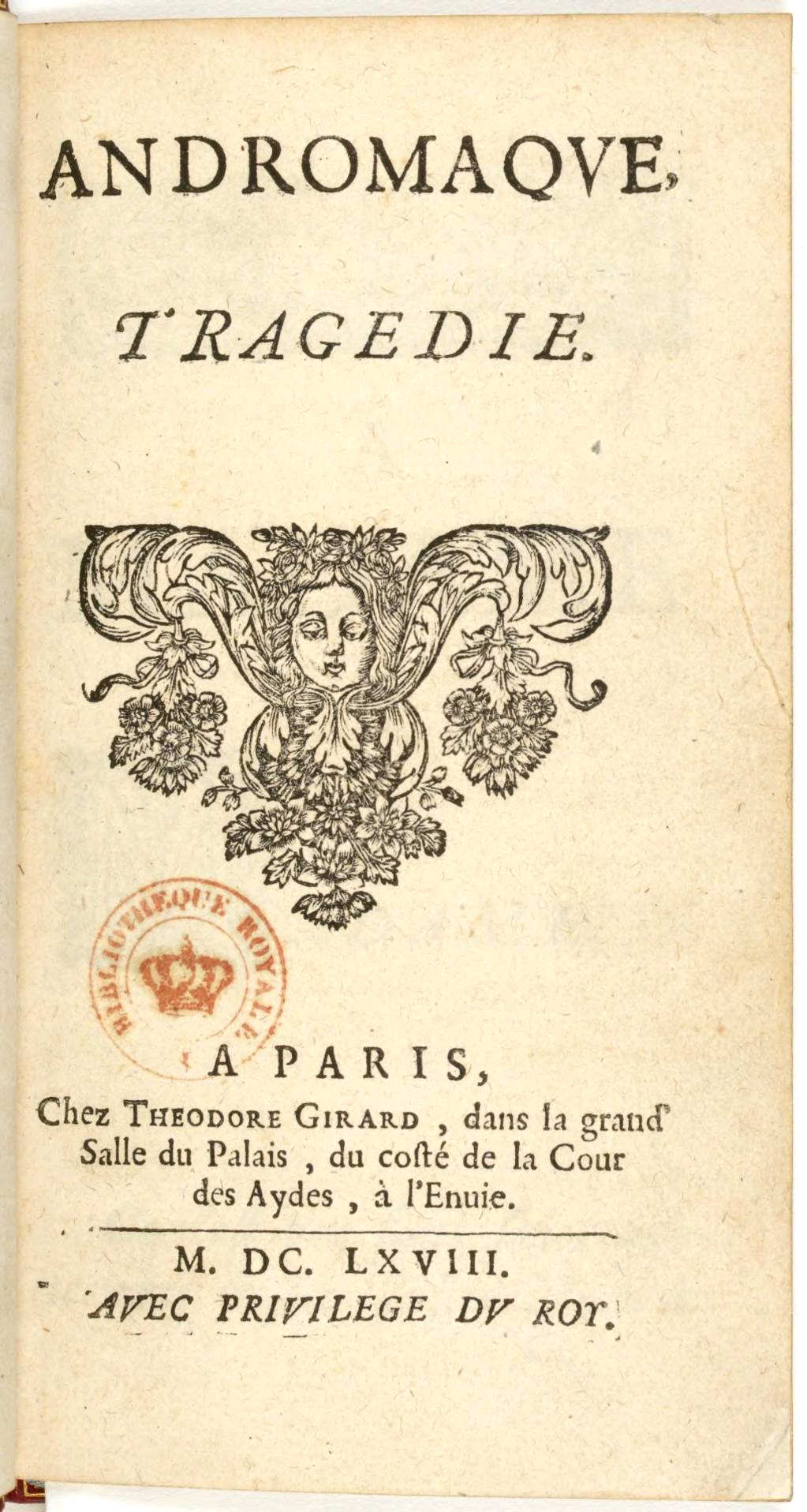
« Avec privilege du Roy »

Dès le Moyen Âge, la censure des écrits était pratiquée. En effet, les moines copistes, étaient employés pour recopier les écrits, contrôlés pour répondre à la diffusion de la parole sacrée, un par un, et à la main. Mais le concept de censure littéraire, tel que l’on connait aujourd’hui et qui s’est renforcé au fil des siècles, apparaît véritablement dès la Renaissance lorsque l’imprimerie commence à se répandre à travers l’Europe. Au tout début, aucun contrôle n’est exercé sur les œuvres, tout est imprimé. Mais très vite, François Ier, sous l’influence de l’Église, prend le contrôle de l’impression, et interdit toute œuvre diffusant des propos liés au protestantisme, à la critique de l'église, à de mauvaises mœurs. Malgré cela, les français ont la possibilité d’obtenir ces œuvres, car elles peuvent être imprimés à l’étranger, où elles ne sont pas censurées. Il faut attendre jusqu’en 1629, pour que Richelieu, sous le règne de Louis XIII, crée la fonction de censeur royal. Les censeurs royaux avaient le devoir de contrôler tous les manuscrits susceptibles d’être imprimés, et pouvaient ainsi interdire leur publication. À ce moment la censure est alors principalement au service de la Monarchie, les écrivains devaient contourner la censure afin d’éviter l’exil et d’accéder à l’édition qui était considérée comme un privilège. Tout manuscrit autorisé portait l’inscription : « Avec privilege du Roy ».
La censure semble être abolie avec la Déclaration des Droits de l’Homme dès 1789, comme l'indique l'article 11 :
« La libre communication des pensées et des opinions est un des droits les plus précieux de l’Homme : tout Citoyen peut donc parler, écrire, imprimer librement, sauf à répondre de l’abus de cette liberté dans les cas déterminés par la Loi »
Mais avec l’instauration de la Terreur, l’état met en place, à partir de 1793, un Comité de Salut Public, qui, à défaut de ne pouvoir interdire l’impression des œuvres, permettait de condamner les écrits qu’il n’approuvait pas. La censure est réhabilitée lorsque Napoléon accède au pouvoir, et devient alors une arme politique. Depuis le XXe siècle, la censure littéraire n’est plus utilisée à des fins politiques ou religieuses, ou pour des questions de mœurs, bien que les guerres mondiales voient la restauration d’une certaine emprise sur la presse.

## Historiographie de la littérature française
Parmi les auteurs d'histoires de la littérature française, on peut citer :
- Au XIXe siècle, outre Lanson, Désiré Nisard (1844-1861, scolaire), Eugène Géruzez (1860), Charles Gidel (1874-1883), Ferdinand Brunetière (1880-1907), Jean-Jacques Weiss (1891).
- Au XXe siècle, Gustave Vapereau[14], René Doumic (scolaire), Albert Thibaudet (1936), Edmond Jaloux (1946-1948), Antoine Adam (1948-1956), Philippe Adrien Van Tieghem (1949), Jacques Brenner, (Grand prix Gobert de l'Académie française), Paul Guth, Jean d'Ormesson (1997-1998).
- Manuels Collège-Lycée-Université (1er cycle)
  - Lagarde et Michard (1948-), Castex et Surer (1946-)
  - Henri Mitterand (1928-2021) (dir.), Bernard Lecherbonnier, etc.
  - Jacques Bersani, Bruno Vercier, Jacques Lecarme, Michel Autrand
  - Christian Biet, Jean-Paul Brighelli, Jean-Luc Rispail